# Бернвілл (Пенсільванія)
Бернвілл (англ. Bernville) — місто (англ. borough) в США, в окрузі Беркс штату Пенсільванія. Населення — 905 осіб (2020).

## Географія
Бернвілл розташований за координатами 40°26′2″ пн. ш. 76°6′40″ зх. д. / 40.43389° пн. ш. 76.11111° зх. д. (40.433758, -76.111172).  За даними Бюро перепису населення США в 2010 році місто мало площу 1,14 км², з яких 1,12 км² — суходіл та 0,02 км² — водойми.

## Демографія
Згідно з переписом 2010 року, у селищі мешкало 955 осіб у 356 домогосподарствах у складі 256 родин. Густота населення становила 840 осіб/км².  Було 382 помешкання (336/км²).
Расовий склад населення:
| - 94,1 % — білих - 1,4 % — чорних або афроамериканців - 0,3 % — корінних американців - 0,2 % — вихідців з тихоокеанських островів - 0,1 % — азіатів - 2,5 % — осіб інших рас |

До двох чи більше рас належало 1,4 %. Частка іспаномовних становила 7,6 % від усіх жителів.
За віковим діапазоном населення розподілялося таким чином: 26,5 % — особи молодші 18 років, 59,4 % — особи у віці 18—64 років, 14,1 % — особи у віці 65 років та старші. Медіана віку мешканця становила 37,1 року. На 100 осіб жіночої статі у селищі припадало 90,6 чоловіків;  на 100 жінок у віці від 18 років та старших — 83,3 чоловіків також старших 18 років.
Середній дохід на одне домашнє господарство  становив 58 655 доларів США (медіана — 48 750), а середній дохід на одну сім'ю — 66 239 доларів (медіана — 60 721). За межею бідності перебувало 10,4 % осіб, у тому числі 17,1 % дітей у віці до 18 років та 3,7 % осіб у віці 65 років та старших.
Цивільне працевлаштоване населення становило 455 осіб. Основні галузі зайнятості: освіта, охорона здоров'я та соціальна допомога — 20,9 %, виробництво — 19,3 %, роздрібна торгівля — 13,4 %, науковці, спеціалісти, менеджери — 10,3 %.